# نویسه (رایانش)

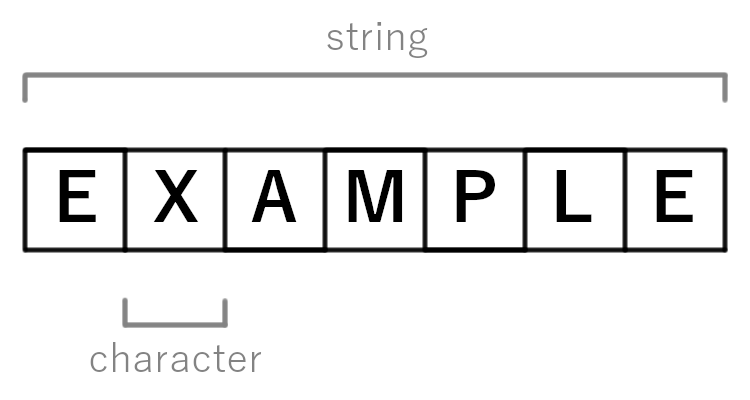
مثالی برای ریسمان

نویسه یا کاراکتر (به انگلیسی: character) در حوزه‌ی رایانه و مخابرات واحدی از اطلاعات است که متناظر با یک نویسه‌واره مثل نشانه‌ها در حروف الفبا در زبان نوشتاری منطبق است.
مثال‌هایی از نویسه‌ها (کاراکترها) عبارتند از حرف، رقم، نشانه‌های سجاوندی و نویسه فاصله خالی (Whitespace). نویسه‌های کنترلی مثل کلید جهش هم نویسه محسوب می‌شوند.
از قرار گرفتن نویسه‌ها در کنار هم، رشته به وجود می‌آید.

## کدبندی نویسه
رایانه‌ها و وسایل ارتباطی از طریق کدبندی نویسه نویسه‌ها را به چیزهای دیگری اختصاص می‌دهند (به عنوان مثال هر کمیت عدد صحیح می‌تواند دنباله‌ای از رقم‌ها باشد) که می‌تواند ذخیره شود و در شبکه رایانه‌ای منتقل شود.